# 应仁之乱
應仁之亂（1467年─1477年，應仁元年—文明9年）發生於日本室町幕府第8代将军・足利義政在任時的一次内亂。以幕府管領家・细川勝元為首的東軍與守護大名・山名持豐（山名宗全）為首的西軍的爭鬥。合戰地原多位於京都，而後波及至地方。此役使室町幕府威信大幅衰退，為致使日本進入戰國時代的主要原因。

## 背景

### 足利將軍家的繼承問題
室町幕府歷經3代將軍・足利義滿、4代將軍・足利義持、6代將軍・足利義教，對內，成立擁護將軍統治的宿老政治，對外，鎮壓住地方的守護大名及關東公方。然，嘉吉元年6月(1441年)足利義教遭刺殺（嘉吉之亂），7代將軍・足利義勝更是上任不久後病逝，故由其年僅8歲的五弟・足利義政繼任。文安6年(1449年)，14歲的足利義政元服，正式任將軍一職。
足利義政無男嗣，寬正5年(1464年)12月，在京都淨土寺出家的異母弟・義尋還俗，為足利義視，足利義政欲擁立其為自身的繼承人。足利義政為確保足利義視安心，讓有力大名・細川勝元成為其監護人。寬正6年(1465年)11月，足利義視元服，然同月，足利義政御台所・日野富子誕下男嬰，即足利義尚，有力大名・山名宗全作其監護人。足利義尚的出生使足利義視的地位變得相對不穩定。
足利義政主張應以足利義視、足利義尚此一繼承順序來解決矛盾，然諸大名對將軍繼任一事皆有盤算，容不得足利義政單獨決定。頗有聲勢的日野富子的態度較為曖昧，並無表態，其雖為足利義尚的生母，不過足利義視的妻子・日野良子亦為日野富子之妹。

### 斯波武衛家的內部紛爭
管領，輔佐足利將軍家處理幕政，由足利氏庶流・斯波氏、畠山氏、細川氏三家擔任，稱三管領。斯波氏嫡流・斯波武衛家為三管領筆頭，地位可見一斑。長祿2年(1458年)7月，身為越前守護的斯波武衛家10代當主・斯波義敏與家臣兼越前守護代・甲斐常治因權力分配問題不和，後兵戎相見，史稱長祿合戰，長祿2年(1459年)5月，斯波義敏敗北，投奔西國大名・大內政弘，當主之位也遭足利義政剝奪。寬正2年(1461年)8月，足利義政讓斯波義敏之子・斯波義寛出家，足利氏庶流・澀川氏出生的斯波義廉在斯波武衛家家臣如甲斐氏、朝倉氏的支持下繼任武衛家當主。
寬正4年(1463年)8月，足利義政生母・日野重子去世，足利義政藉此大赦天下，斯波義敏在身為政所執事兼將軍・足利義政的乳父的姻親・伊勢貞親的幫助下也被赦免。此舉使斯波義廉的當主之位變得不穩，故其接近當時勢力頗大的守護大名・山名宗全，並與其聯姻，成為其女婿。

### 畠山金吾家的內部紛爭
三管領之一的畠山氏，其嫡流稱畠山金吾家。8代當主・畠山持國原收其弟・畠山持富為養子，然而後卻將生母身分較為低微的兒子・畠山義就立為繼承人。寶德2年(1450年)，畠山義就繼任家督，並獲幕府認可，畠山持富則於寶德4年(1452年)去世。享德3年(1454年)4月，畠山金吾家家臣・神保氏意圖擁立畠山持富長男・畠山彌三郎，畠山持國進攻神保氏的宅邸，然畠山彌三郎投奔時任管領・細川勝元，支持畠山彌三郎的武士也受到山名宗全的庇護。
因細川與山名皆支持畠山彌三郎，使彌三郎陣營聲勢大漲。享德3年(1454年)8月，彌三郎方的武士襲擊畠山持國宅邸，畠山持國而後出家，就此隱退，畠山義就則逃出京都。將軍・足利義政於兩畠山中支持畠山義就，甚至還發布追討畠山彌三郎的命令；然前述的衝突中足利義政並無派兵支援，在與畠山彌三郎會面後，撤銷追討其的命令，並承認其家督之位。
足利義政面對其人事安排上的失利，欲拿山名宗全開刀以挽回顏面。11月，足利義政召集諸大名追討山名宗全，最終在細川勝元的調停下終止行動，山名宗全隱居但馬，將家督之位讓予嫡子・山名教豐。趁山名宗全離京，足利義政召回畠山義就，畠山彌三郎失勢，逃至大和國，身後有大和國人・成身院光宣、筒井順永、箸尾宗信的支持。享德年(1455年)7月，畠山義就入侵大和，畠山彌三郎大敗；而後，畠山義就在大和、南山城一帶闖蕩，擴張勢力。
長祿3年(1459年)正月，支持畠山義就的足利義政乳母・今參局遭流放，而後自盡。5月及7月，在細川勝元的斡旋下，畠山彌三郎、成身院光宣、筒井順永、箸尾宗信被赦免。不久後畠山彌三郎去世，成身院光宣等人擁立其弟・畠山政長。
長祿4年/寬正元年(1460年)9月，足利義政命畠山義就隱居，其猶子・畠山政国(總州家)繼任家督；對此，畠山義就燒毀其家臣位於京都的宅邸後前往河內，以表達其不滿。此舉使足利義政放棄畠山義就，畠山政長成為家督。閏9月，以細川勝元為首，畿內的武士應足利義政之命追討畠山義就，大軍包圍河內，但無進一步的行動；同月月中，支持畠山政長的武士入侵大和・宇智郡，驅逐當地支持畠山義就的國人。後，畠山政長欲出兵河內，在大和・龍田城(今奈良縣・生駒郡・斑鳩町)集結兵力，然畠山政長旗下的大和、紀伊武士對進攻河內一事相當消極，畠山政長兵力單薄。10月10日，畠山義就方的大和國人・越智家榮襲擊龍田城，遭擊退，多人戰死。此役後，大和的畠山義就勢力大幅衰退。
畠山義就據守河內・嶽山城，面對幕府大軍支撐許久。寬正4年(1463年)4月15日，成身院光宣使計攻陷嶽山城，畠山義就先是逃往高野山，而後逃至大和・吉野，此役史稱嶽山城之戰。寬正4年(1463年)8月，如前所述，足利義政藉此大赦天下，畠山義就也得以赦免。
文正元年(1466年)9月，畠山義就攻陷畠山政長方的位於河內的烏帽子形城及嶽山城；10月，攻陷大和・布施城。12月24日，畠山義就在未取得足利義政同意的情況下，應山名宗全之邀上洛。

### 文正政變
寬正7年/文正元年(1466年)7月，應伊勢貞親及僧侶・季瓊真蘂的諫言，足利義政廢除斯波義廉的家督之位，斯波義敏任家督，還赦免了與細川勝元不睦的大內政弘；8月，足利義政命山名宗全解除其女與斯波義廉的婚姻關係。對此，山名宗全從領地召集大軍，並與細川勝元結盟。9月5日，足利義政聽信伊勢貞親的讒言，以為足利義視謀反，足利義視遂向山名宗全、細川勝元請求協助。9月6日，足利義政不敵山名宗全、細川勝元等大名的壓力，伊勢貞親、季瓊真蘂、斯波義敏、赤松政則遭追放，史稱文正政變。9月11日，足利義政發誓絕無傷害足利義視之意，足利義視在細川勝元的護衛下返回其宅邸，諸大名也向足利義政宣誓效忠。

### 細川勝元和山名宗全

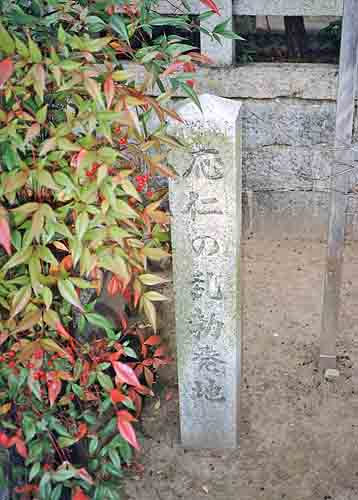
写着「応仁の乱勃発地」（應仁之亂的爆發地）的石碑（京都市上京区御霊前通烏丸東入、上御霊神社鳥居前）

細川勝元出生於細川氏嫡流・京兆家，於足利義政任將軍期間長期擔任管領職，在當世頗有聲望；另一方面，山名宗全所屬的山名氏雖於明德之亂遭3代將軍・足利義滿削弱勢力，之後憑藉應永之亂及嘉吉之亂討伐大內氏與赤松氏的戰功，重回聲勢。斯波氏及畠山氏皆因內部動盪而勢力衰退之際，細川勝元和山名宗全可謂是當時檯面上最重要的大名。細川勝元為山名宗全的女婿，兩人有近20年的交情，前述山名宗全遭足利義政命隱退，經細川勝元協調使其得以赦免；文正政變也是因二人在同一陣線才使伊勢貞親失勢。
然兩者也因赤松氏的復興問題而有所矛盾。嘉吉之亂後，山名氏領有播磨、美作、備前等舊赤松氏領國，赤松氏9代當主・赤松政則接近細川勝元，意圖重奪故土。彼時，山名宗全公開支持畠山義就，使之又與支持畠山政長的細川勝元對立。外加山名宗全欲擁立斯波義廉任管領，多少打擊到細川勝元。
就將軍的繼承問題，山名宗全支持足利義視繼任將軍，足利義政隱退；相較之下，細川氏就較為保守，支持足利義政的提議，足利義視作為足利義尚前的過渡將軍。
文正元年(1466年)12月，細川勝元妻子，即山名宗全養女，誕下男嬰，即為細川政元。

### 將軍・足利義政
足利義政年幼繼位，早年由幕府宿老把持幕政，而後足利義政寵信如攝津國有馬郡領主・有馬持家及公卿・烏丸資任等親信，試圖制衡諸大名；足利義政更使乳母・今參局干政，當世將三位稱為「三魔」，可見當時對三者的風評。三魔失勢後，伊勢貞親、季瓊真蘂、日野勝光等人抬頭。足利義政幼年時由伊勢貞親養育，足利義政敬其為御父，可謂有莫大的權勢；禪僧・季瓊真蘂為足利義政的政治顧問；日野勝光則為御台所・日野富子之兄。足利義政十時寵信日野富子，其相當斂財，曾因亂設關口收稅而大受社會批判，《應仁記》更記載日野富子擅玩弄權謀，時常干政。外加足利義政本身優柔寡斷，政策時常朝令夕改，諸大名家的安排也如前述時常變動，使幕政相當不穩。

### 大名間的合縱連橫
畠山義就流亡吉野期間，斯波義廉就與之聯繫，兩者交好。而據軍記物語《應仁記》表示，山名宗全被嶽山城之戰時畠山義就的奮戰而感動，故表示欲以之合作；然實務面來說，兩者會接觸是因同為反細川勝元。而就斯波武衛家的內訌，一色義直及土岐成頼皆支持斯波義廉，然兩者關係與山名宗全較不密切。另一方面，山名宗全因領地紛爭與其他大名交惡，前述的赤松政則為一例，武田信賢也因安藝國的領地而與身為安藝守護的山名宗全有嫌隙；而一色義直則因若狹守護一職及殺父的深仇大恨與武田信賢交惡。而畠山氏庶流・能登家為畠山持國、畠山義就父子的有力支持者，該家3代當主・畠山義統之弟・畠山政國亦為畠山義就的猶子。
畠山政長背後有細川勝元支援，在其的支持下任管領職，與斯波義廉對立的斯波義敏也與細川勝元親近。侍所所司・京極持清為細川勝元有力的盟友，亦為其叔父，然因近江國所屬問題而與系出同源的六角高頼對立。在四國、東瀨戶內海勢力龐大的細川氏也因明日貿易與西國的大內氏常有紛爭。北陸方面，赤松政則被任命為加賀北半國守護後，也衝擊到原守護・富樫政親的既得利益。
相較於畠山氏及斯波氏的內部鬥爭，細川氏彼時紛爭較少。以京兆家・細川勝元為中心，輔以典厩家・細川政國、阿波守護家・細川成之、淡路守護家・細川成春、備中守護家・細川勝久、和泉上守護家・細川常有、和泉下守護家・細川持久，細川一門大體而言較為團結。

## 經過

### 御靈合戰
文正元年(1466年)12月26日，上洛的畠山義就布陣於京都北部的千本釋迦堂，見此，畠山政長在宅邸周圍構築防禦工事。文正2年(1467年)正月初一，身為管領的畠山政長前往將軍御所，向將軍・足利義政進獻垸飯。初二，足利義政沒有依照慣例造訪管領，即畠山政長，反而去與畠山義就會面。初五，足利義政沒有依照慣例拜訪畠山金吾家當主，即畠山政長，反而前往山名宗全處，與當時借用該宅邸的畠山義就會面。6日，足利義政罷免畠山政長的管領職，並命畠山政長將宅邸讓予畠山義就。8日，斯波義廉任管領。
15日，細川勝元欲聯合畠山政長、京極持清、赤松政則發動「御所卷」，逼迫足利義政追討畠山義就。此一陰謀被細川勝元的妻子發覺，通報予其養父・山名宗全，山名宗全、畠山義就、斯波義廉率大批兵力佔據御所，把持足利義政。16日，足利義視也被山名一方轉移至御所。17日半夜，畠山政長燒毀其宅邸，而後北上至京都東北處的上御靈神社布陣。細川勝元及京極持清則分別布陣於御所西邊與南邊。足利義政見此，命細川、山名等大名不得介入兩畠山的戰事。
18日傍晚，畠山義就發兵討伐畠山政長。細川一方遵從足利義政之命，並無援助畠山政長；然山名宗全、斯波義廉卻出兵支援畠山義就。畠山政長戰敗，躲入細川勝元宅邸。此役史稱御靈合戰。合戰後，山名一方把持政權，細川勝元也因背棄盟友一事而風評大減。

### 東西軍的衝突
御靈和戰後，京都可謂恢復平靜，朝廷、幕府皆照慣例行事。然自應仁元年(1467年)5月開始，細川一方開始反擊，赤松政則入侵播磨，斯波義敏入侵越前，武田信賢驅逐若狹的一色義直勢力，土岐政康入侵一色義直領國・伊勢，山名氏領國・伊賀也爆發戰事。5月26日上午，武田信賢及細川成之攻陷一色義直位於京都的宅邸(將軍御所旁)，一色義直逃往山名宗全處；26日整天，京都到處皆有戰事，京北一帶許多武家、公家的宅邸及寺院遭燒毀；同日，足利義政向畠山義就發出御內書，勸其離京。28日，足利義政命雙方停戰。足利義政也關閉御所大門，命奉公眾守衛御所，並禁止大名帶兵進入。
細川一方布陣於將軍御所周遭，山名一方則在堀川以西布陣，故以相對位置而言，前者稱為東軍，後者為西軍。據《應仁記》，東軍集結16萬騎，而西軍也動員了11萬騎。然彼時，東軍動員速度較快，使西軍陷入劣勢。
6月1日，細川勝元向足利義政請求錦之御旗及懲治山名宗全的綸旨，並要求任命足利義視為追討總大將；日野勝光反對，不過6月3日，足利義政還是將御旗給予細川勝元。東軍原預定於6月8日以足利義視為主將對西軍發動總攻，然最終中止；足利義政向西軍發出御內書，勸其投降。6月8日，赤松政則於一條、大宮一帶擊敗山名教之。9日，富樫政親投奔東軍，六角高頼、土岐成頼也欲投降，然因有詐降之嫌，遭否準；斯波義廉也有投降之意，足利義政開出的條件為誅殺其家臣・朝倉孝景，此使斯波義廉斷了該念頭。同月，山名持豊次男・山名是豐倒戈。此際，足利義視掌控將軍御所，驅逐與西軍有關聯的女房及近仕，並誅殺暗通西軍的幕臣・飯尾為數；然足利義視的行動招致包括日野富子在內的眾人的反感，最終其返回自宅邸。

### 西軍的反擊
應仁元年(1467年)6月28日，西軍旗下的安藝、石見、備前、但馬、備後、播磨數萬名兵力奔赴京都，隸屬東軍的山城・西岡眾企圖阻止，無果。西國方面，5月10日，大內政弘率周防、長門、豐前、築前、築後、安藝、石見、伊予數萬兵力及軍船500艘，分走陸路與海陸上洛，7月20日，大內政弘抵達攝津・兵庫。東軍欲在大內政弘進京前取得決定性的戰果，故連日攻擊斯波義廉宅邸，未攻克。8月3日，大內政弘上京，因隸屬東軍的攝津池田氏遭策反，故大內政弘上洛之路並無太大阻礙。8月23日，大內政弘抵京，布陣於京都南部的東寺。見此，東軍解除對斯波義廉宅邸的包圍，並將後花園上皇及後土御門天皇轉移至將軍御所。
因大內政弘的上洛，許多幕臣暗通西軍，細川勝元大怒，包圍將軍御所，足利義政遂驅逐20幾位幕臣；8月23日半夜，足利義視逃往伊勢國；西軍對武田軍發動攻擊，並燒毀其據守的三寶院；大內政弘也將陣營轉移至京北的船岡山。9月8日，足利義政再度向畠山義就發出御內書，勸西軍諸大名返回各自領國，畠山義就單獨與畠山政長議和。然西軍無視該方案，對東軍猛攻，南禪寺、青蓮院、相國寺遭燒毀，將軍御所也遭到波及。10月3日，足利義政向後花園上皇請求懲處山名宗全的院宣，見此，西軍諸大名聯署彈劾細川勝元。
西軍雖攻勢猛烈，然自10月初的相國寺之戰後，戰況陷入膠著。為打破僵局，京極持清家臣・多賀高忠及赤松政則家臣・浦上則宗僱用許多牢人、百姓，透過游擊戰襲擊西軍，此類兵種稱足輕。應仁2年(1468年)3月中旬，東軍動員以骨皮道賢為首300名足輕，襲擊西軍位於京都南部的糧倉；21日，西軍包圍骨皮道賢作為據點的伏見稻荷大社，骨皮道賢遭斬殺，神社也遭燒毀。6月8日，東軍足輕襲擊山名宗全宅邸。東西軍皆雇用足輕在京都打游擊，而大名間主要的戰事，從京都轉移至京都周邊的東山、山科、鳥羽等地。
應仁2年(1468年)8月，足利義政命潛藏在伊勢的足利義視回京，9月22日，足利義視抵達京都。足利義視向足利義政提出諫言，應驅逐佞臣，其中包括日野勝光；足利義政對此感到非常不悅，表示否准，更讓失勢的伊勢貞親回京。10月13日，足利義視逃往比叡山，23日，回京，卻進入西軍陣營。24日，西軍諸大名前來參見足利義視，奉其為將軍，西軍建立自己的幕府。12月5日，應足利義政上奏，朝廷褫奪足利義視及與其關係良好的公卿的官位，並下達追討其的院宣，足利義視成為朝敵。

### 戰況的延遲及持久戰
文明元年(1469年)4月，畠山義就鎮壓西岡眾，大內政弘進犯攝津，然東西兩軍在畿內可謂是勢均力敵，戰爭彷彿看不到盡頭。足利義政為盡早結束戰事，拉攏朝倉孝景，企圖弱化斯波義廉，足利義政承諾命其為越前守護；6月10日，朝倉孝景嫡子・朝倉氏景會見足利義政，朝倉氏正式倒戈。11月，南朝後裔兄弟黨分別在吉野及紀伊・熊野起兵，西軍遂與之合作，以增強自身大義名分，史稱西陣南帝；一人進入畠山義就的領地・紀伊・海草郡，另一人進入與越智家榮有關係的大和・壺阪寺。
文明2年(1470年)7月19日，大內軍進攻京都郊區的勸修寺，武田信賢家臣・逸見繁經戰敗自盡；而後，大內軍侵入京都周邊的醍醐及山科，許多從屬於細川勝元的南山城國人眾向其投降。
文明3年(1471年)4月，伊勢貞親隱退。7月，京都爆發天花。7月21日，後土御門天皇罹患天花。8月，足利義尚罹患天花；此際，足利義政與日野富子吵架，因此分居，足利義政搬至細川勝元宅邸，日野富子則搬至北小路殿，兩人聽聞足利義尚病重，返回將軍御所，而後各自罹患天花。8月，南朝後裔進京，入西軍陣營附近的寺院；閏8月，入二條家的宅邸，西軍試圖將南朝後裔送入內裏；然足利義視對擁立南朝後裔一事有所反對，據《大乘院寺社雜事記》記載，西軍眾人在面見南朝後裔時，足利義視沒有行禮。
文明4年(1472年)正月，細川與山名交涉和談。同月，一色義直的家臣與畠山義就的家臣因運動競賽而起紛爭，有數十人死傷。2月，山名宗全向西軍諸大名提議與東軍議和，然畠山義就及大內政弘對此表示反對；東軍方面，赤松政則也不贊同議和。3月，細川勝元剃髪，表示隱居，並廢除其野州家出生的猶子・細川勝之的繼承人地位，正式確立山名宗全養女所生的細川政元為下任家督。4月，據太田垣氏的山名家臣所稱，山名宗全精神錯亂；5月，傳言山名宗全企圖切腹自盡；8月，山名宗全將家督之位讓予嫡孫・山名政豐。
文明4年(1472年)，東軍在地方上有所斬獲，朝倉孝景平定越前，赤松政則占據天王山，多賀高忠控制近江通往京都的要地。上述之地皆為交通要道，東軍破壞西軍的補給線。東軍握有征夷大將軍・足利義政及天皇・後土御門天皇，又控制多處戰略要衝，在正統性及軍事力量上皆勝過西軍，情勢逐漸對西軍不利。

### 和談與停戰
文明5年(1473年)正月，伊勢貞親去世。3月18日，山名宗全去世，享壽70歲。5月11日，細川勝元去世，享年44歲。8月20日，年僅7歲的細川政元出仕幕府，正式繼任細川京兆家當主，由分家・典厩家時任當主・細川政國作監護人。12月19日，足利義政傳位予年僅9歲的足利義尚，足利義政作為大御所在背後掌控幕府。
文明6年(1474年)2月，東西軍再度嘗試議和。4月3日，細川政元與山名政豐和談；然西軍的畠山義就、大內政弘、土岐成賴、一色義直及東軍的畠山政長、赤松政則仍反對，並不解散軍隊；最終，細川與山名兩家單獨議和。4月15日，山名政豐次男・山名俊豐面見足利義尚，表示山名氏歸降。4月23日，山名軍與畠山義就軍在京都展開巷戰。5月，一色義直嫡子・一色義春投降，足利義政認可其在丹後國的所領。京都的戰事已陷入僵局，而在近江、尾張、伊勢一帶，土岐成賴的家臣・齋藤妙椿雖有活躍的表現，然對京都主戰場影響不大。
文明7年(1475年)2月，斯波義廉家臣・甲斐敏光投降，被任命為遠江守護代。11月，斯波義廉返回其領國・尾張。文明8年(1476年)6月，日野勝光去世。9月，足利義政與大內政弘交涉，寄望其協助停戰作業。12月，足利義視向足利義政請求赦免，足利義政表示接受。文明9年(1477年)閏正月，足利義視托日野富子調停與足利義政的紛爭，並贈予日野富子30貫文錢；足利義視的錢是向大內政弘所借。7月，足利義視女兒・祝溪聖壽成為足利義政的猶子。9月21日，畠山義就從京都撤軍，前往河內。11月3日，大內政弘投降，周防、長門、豐前、筑前的守護職得以安堵，更獲得從四位下・左京大夫的官位，11日，大內政弘撤軍；大內政弘先前透過日野富子仲介，贈予其50貫文錢。11月，西幕府可謂是正式解散，諸大名返回各自領國，足利義視則隨土岐成賴前往美濃。

### 後續
畠山金吾家的內部紛爭可謂是應仁之亂的導火線，畠山義就雖撤軍，但沒有投降幕府。文明9年(1477年)9月及10月，畠山義就大鬧河內、攝津一帶，畠山政長旗下的客坊城、譽田城、嶽山城、若江城相繼陷落，畠山政長家臣・遊佐長直遭驅逐，史稱若江城之戰，河內彷彿成為畠山義就領國。應仁之亂後畠山政長任山城守護，然山城南部逐漸成為畠山義就的勢力範圍。文明14年(1482年)3月，畠山政長聯合細川政元討伐畠山義就，然7月，細川政元單獨與畠山義就議和。文明16年(1484年)9月，畠山政長的山城守護遭解除，山城國直屬於幕府，為一御料國。文明17年(1485年)7月，畠山義就的南山城家臣・齋藤彦次郎倒戈，畠山政長順勢出擊，兩畠山在南山城・久世郡、綴喜郡一帶對峙；面對此一情況，南山城國人眾組成國一揆，對兩畠山施壓，迫使兩者撤軍，史稱山城國一揆。文明18年(1486年)2月，足利義政、義尚赦免畠山義就，至此，畿內暫時回復穩定。

## 地方上的戰事

### 越前
西軍的糧草供給主要是從遍布山名氏、大內氏領地的中國地區，經日本海運送至越前，再經由琵琶湖及淀川水系河運至畿內，此點可見越前的重要性。應仁元年(1467年)5月，趁朝倉孝景上京之際，斯波義敏入侵越前。應仁2年(1468年)閏10月，朝倉孝景返回越前，嫡子・朝倉氏景則留在京都戰場。文明3年(1471年)6月，朝倉孝景倒戈；對此，甲斐敏光出征越前，7月21日，朝倉孝景戰敗。朝倉孝景轉而擁立斯波義敏之子・斯波義寛，取得大義名份，於8月24日擊敗甲斐敏光。文明4年(1472年)8月，朝倉孝景攻陷甲斐敏光據守的越前・府中(今福井縣・越前市)，甲斐敏光逃往加賀。文明6年(1474年)閏5月，甲斐敏光再度出征越前，遭擊破。

### 大和
大和國自鐮倉時代起就不設守護，興福寺在該國有強大的勢力，國人眾如古市氏、越智氏、筒井氏、箸尾氏、十市氏各支持興福寺不同的派系，相互征戰；大和國隔壁的河內國，守護職長期由畠山氏把持，7代當主・畠山滿家、8代當主・畠山持國先後涉入大和的戰事，故畠山氏對大和武士有很大的引響力。大和國人眾而後也涉入畠山義就與畠山彌三郎、畠山政長之間的鬥爭，越智氏支持前者，而筒井氏、箸尾氏支持後者，其中又以筒井氏出生的成身院光宣最為積極。應仁之亂時期，雖有小規模的衝突，然大和國本身雖並無淪為戰場，不過大和武士有響應兩畠山號召奔赴京都戰線。

### 鎮西
北九州豪族・少貳氏在室町時代長期受大內氏打壓，14代當主・少貳教頼甚至必須寄居在對馬國的宗氏門下。應仁之亂時期，細川勝元假借足利義政名義，以恢復少貳氏舊領・筑前國為條件，命其起兵反抗大內氏。彼時北九州由大內政弘家臣・仁保盛安及陶弘房為代官來管理，然兩者不和，仁保盛安遂與少貳教頼相呼應，與大內軍在博多展開合戰，少貳教頼及宗盛直戰敗而亡。文明3年(1469年)5月，少貳教賴之子・少貳政資再度舉兵，少貳氏舊部如馬場氏、横岳氏、筑紫氏紛紛響應，在筑前、肥前、豐前等地造成不小的波瀾，少貳一方甚至重奪大宰府。應仁之亂後，大內政弘返回西國，成功平定北九州。

### 中國地區、伊予國
文明2年(1470年)2月，大內政弘伯父・大内教幸倒戈，在備後、安藝一帶作亂。然不敵大內軍，敗走豐前，據守馬岳城，再度遭大內軍攻擊，最終兵敗自盡。
出雲國，由京極氏庶流・尼子氏任守護代。應仁之亂時，時任守護代・尼子清定成功鎮壓松田氏、三澤氏等反京極氏的國人眾，也奪取美保關此交通樞紐。
應仁2年(1468年)11月，山名是豐聯合沼田小早川氏等國人眾在西中國地區挑戰大內氏的霸權，不敵，山名是豐遭逐出備後。
四國的伊予，守護職長期由河野氏把持，其在北伊予有強大的勢力。應仁之亂時，河野氏原支持大內氏，隨其上京；然宗家・河野教通倒戈，返回伊予，襲擊庶流・予州家的領地。最終河野教通成功鞏固宗家的地位，予州家漸漸陷入衰弱。

## 兩軍構成

### 東軍
- 細川勝元 (土佐國、讃岐国、丹波國、攝津國守護)
  - 細川政元(細川勝元嫡子)
  - 西岡眾（日语：西岡） (山城國・葛野郡、乙訓郡國人眾)
  - 山城國十六人眾
- 細川政國（日语：細川政国） (丹後國分郡守護（日语：分郡守護）)
- 細川成之（日语：細川成之） (阿波國、三河國守護)
- 細川成春（日语：細川成春） (淡路國守護)
- 細川勝久（日语：細川勝久） (備中國守護)
- 細川常有 (和泉上半國守護)
- 細川政久 (和泉下半國守護)
- 斯波義敏（日语：斯波義敏）
- 畠山政長（日语：畠山政長） (河内國、紀伊國、越中國守護)
- 京極持清 (出雲國、隠岐國、飛驒國、北近江守護)
  - 京極勝秀 (京極持清長男)
  - 京極孫童子丸（日语：京極孫童子丸） (京極勝秀長男)
  - 京極政經（日语：京極政経） (京極持清三男)
  - 多賀高忠（日语：多賀高忠）
  - 尼子清定 (出雲國守護代)
- 赤松政則 (加賀北半國守護)
  - 浦上則宗（日语：浦上則宗）
- 山名是豐（日语：山名是豐） (備後國守護)
- 土岐政康（日语：土岐政康） (土岐氏庶流・世保家（日语：土岐氏#土岐世保家）)
- 武田信賢（日语：武田信賢） (若狹國、安義國・佐東郡、安南郡、山縣郡分郡守護)
- 武田国國信（日语：武田国信） (丹後國分郡守護)
  - 逸見繁經（日语：逸見繁経）
- 大内教幸
- 少貳教頼（日语：少弐教頼）
  - 少貳政資（日语：少弐政資） (少貳教頼之子)
  - 宗貞國
- 河野教通（日语：河野教通）
- 大和武士
  - 筒井順永 (大和國・添下郡・筒井鄉國人)
  - 成身院光宣（日语：成身院光宣） (筒井順永兄長)
  - 十市遠清（日语：十市遠清） (大和國・十市郡・十市鄉國人)
  - 箸尾為國（日语：箸尾為国）
- 攝津池田氏 (攝津國・豐島郡國人)
- 沼田小早川氏（日语：小早川氏#沼田小早川氏） (安藝國國人)
- 骨皮道賢（日语：骨皮道賢） (足輕大將)

### 西軍
- 山名宗全 (但馬國、播磨國、安藝國守護)
- 山名教之（日语：山名教之） (伯耆國、備前國守護)
- 山名政清（日语：山名政清） (美作國、石見國守護)
- 山名豐氏（日语：山名豊氏） (因幡國守護)
- 斯波義廉 (越前國、尾張國、遠江國守護)
  - 甲斐敏光（日语：甲斐敏光）
  - 朝倉孝景
  - 朝倉氏景
- 畠山義就（日语：畠山義就） (山城國守護)
- 畠山義統（日语：畠山義統） (能登國守護)
- 京極高清（日语：京極高清） (京極勝秀次男)
  - 京極政光（日语：京極政光） (京極持清次男)
  - 多賀清直（日语：多賀清直）
- 一色義直 (伊勢國、丹後國守護)
  - 一色義春（日语：一色義春） (一色義直嫡子)
- 土岐成頼（日语：土岐成頼） (近江國守護)
- 六角高頼（日语：六角高頼） (美濃國守護)
  - 齋藤利藤（日语：斎藤利藤） (美濃國守護代)
  - 齋藤妙椿（日语：斎藤妙椿）
- 富樫政親 (加賀國守護)
  - 富樫幸千代（日语：富樫幸千代） (富樫政親胞弟，並無隨富樫政親倒戈)
- 大內政弘 (周防國、長門國、豐前國、筑前國守護)
  - 陶弘房（日语：陶弘房）
- 河野通春（日语：河野通春）
- 大和武士
  - 越智家榮（日语：越智家栄） (大和國・高市郡・越智鄉國人)
  - 古市胤榮（日语：古市胤栄） (大和國・添上郡・古市鄉國人)
  - 山田宗朝 (大和國・上山田莊、下山田莊國人)
- 竹原小早川氏（日语：小早川氏#竹原小早川氏） (安藝國國人)
- 御廚子某 (足輕大將)

## 戰亂的影響

### 莊園公領制的崩毀
15世紀中期，日本氣溫驟降，降水量增加，再加上蝗災、颱風來襲，導致糧食收成慘淡，數以萬計的人餓死，史稱長祿・寛正飢饉；因京都為財富及物資的聚集地，大量地方人民湧入京都。於此期間，6代將軍・足利義教遭刺殺，之後的7代將軍・足利義勝及8代將軍・足利義政皆未滿10歲就接班，導致將軍本身的權威被削弱；此使守護大名的勢力抬頭，無視幕府的命令強佔莊園之事時有所聞。
應仁之亂，使身為莊園公領制的核心兼物資集散地的京都遭到嚴重的破壞，也打擊到諸莊園領主及商人的利益。而大亂結束後，大名返回其領國，為增加財源及土地，強佔幕府及寺社的莊園；長享元年(1487年)及延德3年(1491年)兩次幕府針對南近江大名・六角高頼的征伐皆係因其霸佔幕府御料所及寺社本所領，史稱長享・延德之亂。而後，權傾一時的細川政元在永正4年(1507年)遭暗殺，近畿地區陷入長期的動亂，使京都人口銳減，政治及經濟的重要性降低；莊園公領制的根本，地方至京都的物流及商貿網路也遭到致命的打擊。
莊園內的居民，自室町時代起，相互結合，形成居民自治的惣村，用以對抗莊園領主；而15世紀中期開始，幕府勢力衰退，地方上的國人霸佔莊園所職，擴張勢力，超越舊有莊園邊界，控制郡級的區域。傳統上莊園作為經營、支配的單位已名存實亡。

### 守護在京制的瓦解、守護代的抬頭
室町幕府於南北朝的內亂平息後，命諸大名常駐京都，以方便監控其，而大名也因此得以參與幕政，此稱為守護在京制。應仁之亂結束後，土岐氏、山名氏、赤松氏、斯波氏相繼返回各自的領國；畠山政長雖貴為管領，然相較於幕政，其花更多心思放在與畠山義就在河內的鬥爭上；一色義直也於文明18年(1486年)返回其領國・丹後，致使京都只剩細川政元、若狹武田氏等少數大名。此現象係因大亂使幕府的權威掃地，故能保障大名對領國的管控不再是幕府的守護職，而是大名自身的實力。然細川政元會留置於京都單純是因其領國・攝津及丹波皆為於畿內，方便其管轄；而守護在京制的瓦解加上斯波氏、畠山氏持續積弱不振，導致出現細川氏一家獨大的局面，埋下之後京兆專制的隱憂。
應仁之亂中，多賀高忠、浦上則宗、齋藤妙椿、尼子清定、朝倉孝景、甲斐敏光等守護代或大名家臣皆有活躍的表現，甚至會引響戰局的走向。當代的興福寺・大乘院門跡・尋尊稱其為「一大怪事」，也對此下克上一事頗有反感。

### 京都文化的外溢
應仁之亂期間，有許多公卿如一條兼良、鷹司房平、近衛房嗣為躲避戰亂，逃亡至奈良，尋求興福寺的庇護；京都公卿與奈良僧侶舉行連歌會、宴會，觀賞能劇，共同泡澡，相互交流。然大亂結束後，兩畠山反而在大和、河內、南山城一帶大打出手，使奈良不再安全，多數公卿返京。為數不少的公卿也因經濟困難、避難等由下向地方，前往其所持的莊園居住，例如九條政基，文明2年(1470年)前往尾張國・二宮莊，之後輾轉至和泉國・日根莊及山城國・小鹽莊；一條兼良長男・一條教房前往土佐國・幡多莊，其後代成為戰國大名・土佐一條氏；一條教房長男・一條政房前往攝津國・福原，於文明元年(1469年)遭山名是豐軍殺害。
室町時代，公家與武家在京都就時常交流，應仁之亂後，諸大名返回其領地，許多公卿也因經濟、避難等由投靠之。而自15世紀後半葉開始，地方上的守護大名會在其領地建立豪華的宅邸，與遠到而來的公家及僧侶舉行連歌會與茶會。大名模仿京都及花之御所的建設，越前・朝倉氏(一乘谷)、駿河・今川氏(駿府)、越後・上杉氏的宅邸多有其特徵，其中又以大內氏所建的山口最為著名，號稱「西之京」。

## 相关
- 日本戰爭列表